# Tenzin Delek Rinpoche

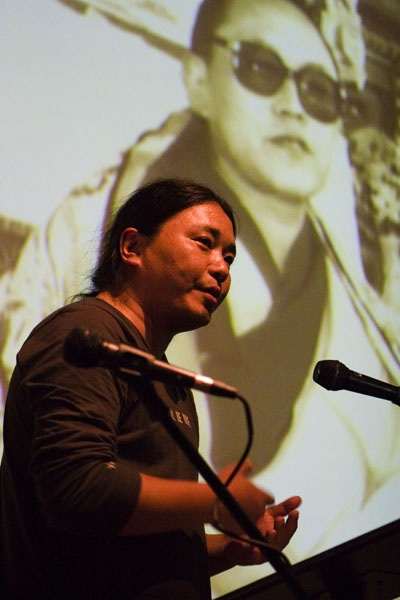
Tenzin Delek Rinpoche

Tenzin Delek Rinpoche oder Tenzin Deleg Rinpoche (Tibetisch: བསྟན་འཛིན་བདེ་ལེགས་, Wylie: Bstan 'dzin bde legs; * 1950 in Litang, Tibet, Volksrepublik China; † 12. Juli 2015 in Chengdu, Sichuan) war ein tibetischer Lehrer des Buddhismus aus Garzê (auch: Kardze, tib. dkar mdzes, tibetisch དཀར་མཛེས) in Sichuan. Er starb nach 13 Jahren in chinesischer Haft. 

## Leben und Wirken
Tenzin Delek Rinpoche hat sich für die Erhaltung der tibetischen Kultur und Identität eingesetzt. In seiner Gemeinde sorgte er außerdem für den Aufbau sozialer, medizinischer, schulischer und religiöser Einrichtungen. Er engagierte sich auch für die tibetischen Nomaden und den Umweltschutz und leitete den Neubau von Klöstern.

## Festnahme und Verurteilung
Am 7. April 2002 wurde ihm und seinem 28 Jahre alten Assistenten Lobsang Dhondup die Beteiligung an einem Bombenattentat auf dem Hauptplatz von Chengdu, der Provinzhauptstadt von Sichuan, zur Last gelegt. Darüber hinaus beschuldigte man sie des „illegalen Waffenbesitzes“ und „separatistischer Aktivitäten“. Beide wurden zum Tode verurteilt. Lobsang Dhondup wurde im Januar 2003 hingerichtet. Auf internationalen Druck hin, ist das Urteil gegen Tenzin Delek Rinpoche in eine lebenslange Haftstrafe umgewandelt worden. Während des Prozesses ist es Tenzin Delek Rinpoche gelungen, eine Botschaft an die Außenwelt zu geben, mit der er seine Unschuld beteuerte. Bis zu seinem Tod hat er sich immer wieder von den ihm zur Last gelegten Anschuldigungen distanziert.

## Haftbedingungen
Berichten mehrerer Organisationen zufolge, ist Tenzin Delek Rinpoche in Haft gefoltert worden. Kurz vor seinem Tod erschien der Report „Tenzin Delek Rinpoche. Urgent Plea for Medical Parole“, der den besorgniserregenden Gesundheitszustand des buddhistischen Lehrers aufgriff. Demnach habe er unter schwerwiegenden Herzproblemen, Bluthochdruck und Beinleiden gelitten. Eine medizinische Versorgung sei ihm jedoch in Haft verwehrt worden.
Im Dezember 2009 riefen Tausende Tibeter in seiner Heimat Lithang die Behörden dazu auf, Tenzin Delek Rinpoche aus der Haft zu entlassen. In diesem Zusammenhang sind Berichten von Anwesenden zufolge bis zu 160 Tibeter festgenommen worden.

## Internationale Proteste und Stellungnahmen nach seinem Tod
Weltweit und vor allem auch in Deutschland gab es Proteste, weil die genauen Umstände seines Todes nicht geklärt wurden. Außerdem wurde sein Leichnam gegen den Willen seiner Familie eingeäschert.
In Deutschland haben sich der Beauftragte der Bundesregierung für Menschenrechte und Humanitäre Hilfe, Christoph Strässer, sowie die CDU/CSU-Bundestagsfraktion öffentlich geäußert und sich für die Aufklärung der Umstände seines Todes ausgesprochen.